# Prescott Bush
Prescott Sheldon Bush (Columbus, 15 de maig de 1895 – Nova York, 8 d'octubre de 1972) va ser un polític estatunidenc, senador republicà per Connecticut i un executiu bancari de Wall Street amb Brown Brothers Harriman. El seu fill, George H. W. Bush, i el seu net George W. Bush serien més tard Presidents dels Estats Units.